# Asan
Asan (kor. 아산) – miasto w Korei Południowej, w prowincji Chungcheong Południowy. W 2024 liczyło 388 742 mieszkańców.

## Współpraca
- Stany Zjednoczone: Lansing